# Jo Ment
Hans Joachim (Jochen) „Jo“ Ment (* 30. Oktober 1923 in Hamburg (Barmbek); † 2. Oktober 2002 in Hamburg) war ein deutscher Bandleader, Komponist, Arrangeur, Musiker (Bandoneon, Saxophon) und der Vater des Radiomoderators John Ment.

## Leben und Werk
Ment spielte seit dem achten Lebensjahr Bandoneon und seit dem elften Lebensjahr Klarinette. Er absolvierte zudem eine Konservatoriumsausbildung in Bratsche, Klarinette und Musikgeschichte. In den 1950er Jahren war Ment Mitglied der Big Band des Norddeutschen Rundfunks, später kamen Kontakte zu Bert Kaempfert, James Last, Horst Wende (Roberto Delgado) sowie Ladi Geisler hinzu. Für diese und weitere Künstler spielte er zeitweise bei Aufnahmen, unter anderem nahm er an den erfolgreichen Tourneen des Continental Tango-Orchesters von Alfred Hause teil. Seit den frühen 1980er Jahren bis zu seinem Tod war er festes Mitglied im Orchester von James Last, wo er das Bandoneon in Solotiteln präsentierte. Mit Last gelang ihm unter anderem der Singlehit Biscaya 1981/82. Auf dem Bandoneon begleitete er auch Franz-Josef Degenhardt bei Plattenaufnahmen 1977 und 1990.

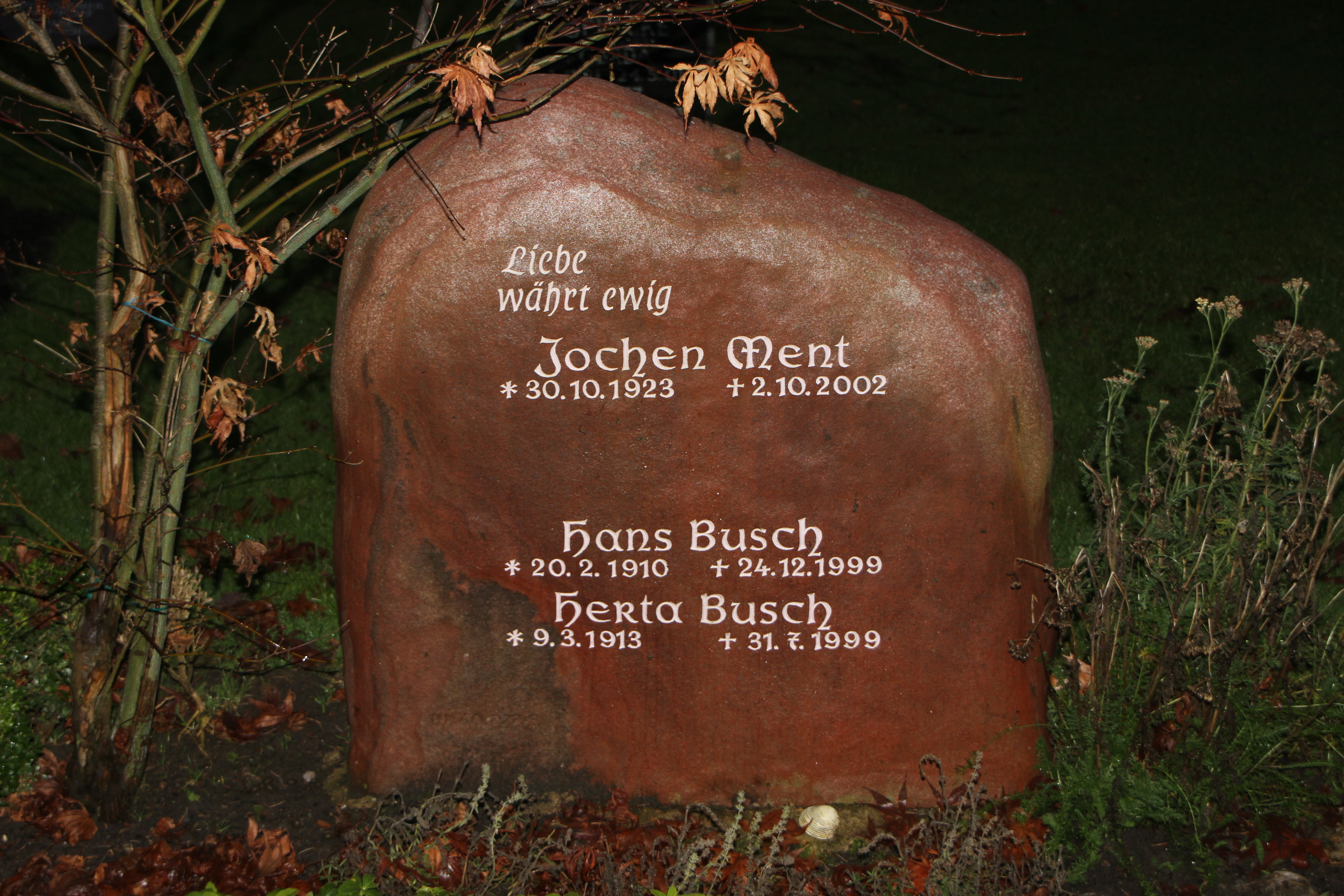
Grabstein von Jo Ment auf dem Ohlsdorfer Friedhof

Von 1956 bis Ende der 1970er Jahre unterhielt Ment ein eigenes Orchester, das zunächst lediglich bei öffentlichen Veranstaltungen und Partys auftrat und seit Ende der 1960er Jahre ca. 50 LPs bei der Schallplattenfirma Ariola veröffentlichte. Die Aufnahmen waren überaus vielseitig; sie reichten von aktuellen Charthits (Tops for Dancing) über volkstümliche Stücke (Loreley bittet zum Tanz) zu Evergreens (Golden Oldies for Dancing). Durch die Vermarktung Jo Ment’s Happy Sound wurden Parallelen zum Happy Party Sound des Kollegen Last deutlich. Eine Zusammenarbeit erfolgte zudem mit dem Sänger Rex Gildo (Rex Gildo’s Disco Club with Jo Ment’s Happy Sound). Für viele LP-Einspielungen engagierte er die sog. Happy Party Singers sowie etliche Studiomusiker der Orchester von Bert Kaempfert, James Last und Kai Warner. Am 2. Oktober 2002 starb Jo Ment. Seine letzte Ruhe fand er auf dem Friedhof Ohlsdorf in Hamburg.

## Diskografie
- Tops for Dancing 1
- Golden Hits for Dancing
- Tops for Dancing Volume 2
- Cinema Hits for Dancing
- 28 Party Hits for Dancing – Rex Gildo’s Disco Club
- Merry Merry Christmas
- Santa Claus Is Coming to Town (mit Jo Ment’s Happy Sound)
- Rockin (mit Jo Ment’s Happy Sound)
- Tops for Dancing 1/1969 3
- Humba Hits
- A Taste of Ment
- Golden Kin-Tops for Dancing
- Continental Journey
- Tops for Dancing 1/1970
- Salome for Dancing
- Natascha bittet zum Tanz
- Tops for Dancing 2/1970
- Loreley bittet zum Tanz
- Tops for Dancing 3/1970
- Happy Hofbräuhaus
- Tops for Dancing
- Miss Berolina bittet zum Tanz
- Tops for Dancing
- Hauptmann Jo’s große Marsch-Parade
- Tops for Dancing
- Golden Hits for Dancing
- Tops for Dancing Vol. 10
- Sing mit Jo
- Golden Oldies for Dancing
- Tops for Dancing
- 28x Happy Joe
- Tops for Dancing
- Tops for Dancing
- Tätärätätätätä
- Tops for Dancing
- Griechischer Wein
- 28 Südamerikanische Schlagererfolge
- 27 Millionenerfolge
- Wenn die Rosen erblühen in Malaga
- Da kommt José – Der Straßenmusikant
- 28 Millionenerfolge Folge 2
- Die Hitparade (1977/1)
- Die Hitparade (1977/2)